# バールーフ・ゴールドシュテイン
バールーフ・カッペル・ゴールドシュテイン（Baruch Kappel Goldstein, ברוך גולדשטיין [Barukh Goldshteyn], 1956年12月9日あるいは12日 – 1994年2月25日）はアメリカ生まれのイスラエルの医師でテロリスト。

## 人物
ニューヨーク市ブルックリンで正統派ユダヤ教徒の家庭に生まれ育つ。本来のファーストネームはベンジャミン(Benjamin)だが、よりユダヤ的なBaruchに改名。祖先には高名なラビのシュネウル・ザルマン（ハバド・ルバヴィッチ運動の祖）や、ユダヤ神秘思想家のイェフダ・レーヴ・ベン・ベザレルがいる。1968年、11歳でユダヤ防衛同盟（JDL）の創立に参加。
イェシーバー大学からアルベルト・アインシュタイン医学校を経て医師となる。イスラエルに移住し、医師としてイスラエル国防軍に参加したが、ユダヤ人以外は（たとえ友軍の兵士でも）診察しないとの方針で悪評を買った。軍法会議にかけられたとき、彼は「非ユダヤ人を診るのは気が進みません。私の師は、マイモニデスとメイル・カハネの2人だけです」と明言した。
兵役を終えると、ヘブロン近郊に住み着き、主任医官として働いた。
オスロ合意直後の1994年2月25日、イスラエル占領下のパレスチナのイブラヒミモスクで乱射事件を起こし、29人のイスラム教徒を殺害、125人を負傷させた（ヘブロン虐殺事件）。彼は、生き残りのイスラム教徒たちによってその場で撲殺された。この事件に続いて暴動が発生し、26人のパレスチナ人と9人のイスラエル人が命を落とした。共犯者の存在も疑われたが、調査の結果、彼の単独犯行だったという結論に落ち着いた。

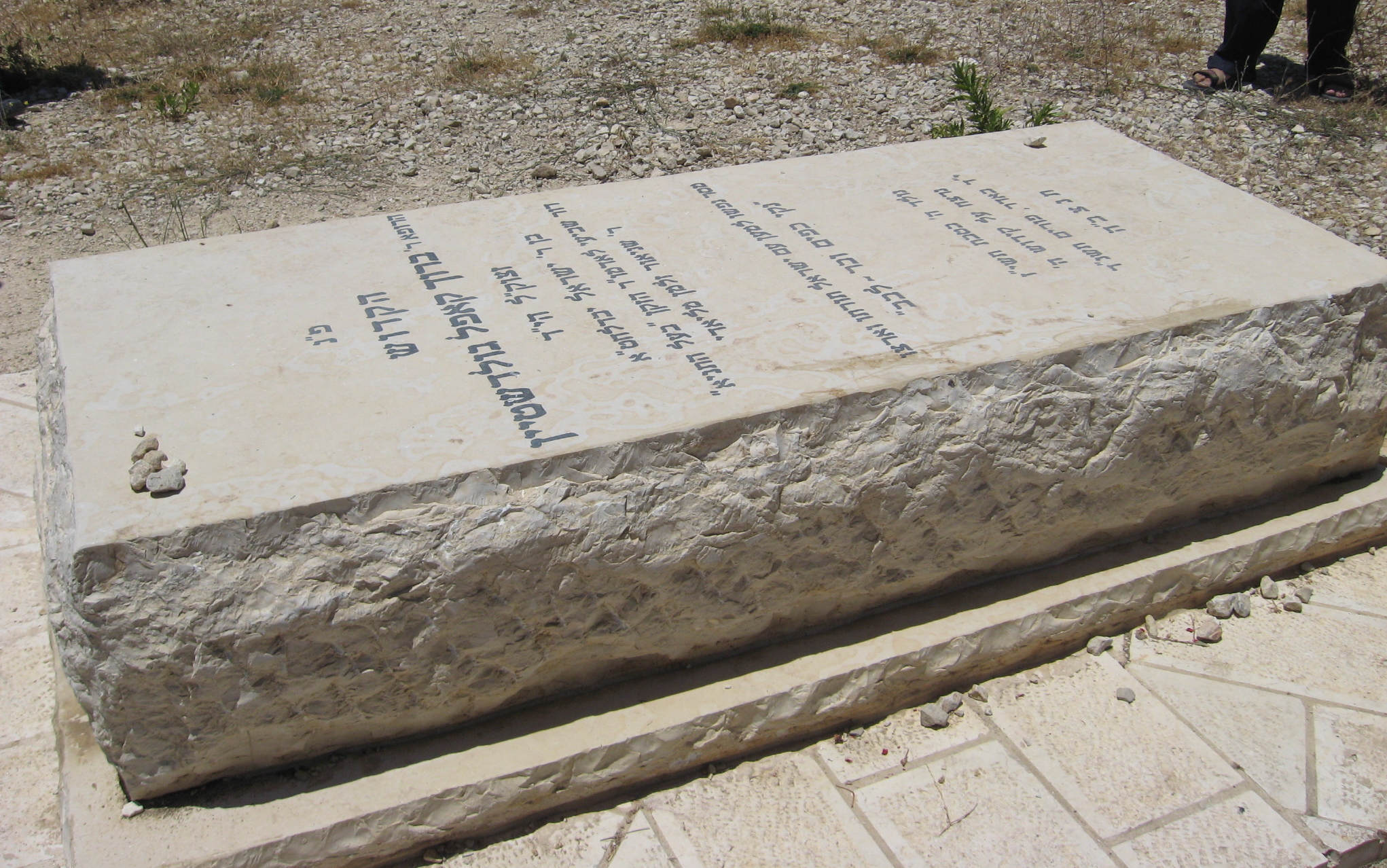
ゴールドシュテインの墓

ゴールドシュテインは、ユダヤ人入植地であるキリヤト・アルバのメイル・カハネ記念墓地に埋葬された。墓石には、
"聖なるバールーフ・ゴールドシュテイン。ユダヤ人、トーラー、そしてイスラエルのために人生を捧げた"
と刻まれている。現在までに、一万人以上の支持者が彼の墓に詣でている。